# Övre Bleriken (Vilhelmina socken, Lappland, 721988-151346)
Övre Bleriken är en sjö i Vilhelmina kommun i Lappland och ingår i Ångermanälvens huvudavrinningsområde. Sjön har en area på 0,177 kvadratkilometer och ligger 452,9 meter över havet. Sjön avvattnas av vattendraget Matskanån.

## Delavrinningsområde
Övre Bleriken ingår i det delavrinningsområde (722014-151307) som SMHI kallar för Utloppet av Övre Bleriken. Medelhöjden är 520 meter över havet och ytan är 1,74 kvadratkilometer. Räknas de 35 avrinningsområdena uppströms in blir den ackumulerade arean 158,6 kvadratkilometer. Matskanån som avvattnar avrinningsområdet har biflödesordning 3, vilket innebär att vattnet flödar genom totalt 3 vattendrag innan det når havet efter 377 kilometer. Avrinningsområdet består mestadels av skog (90 procent). Avrinningsområdet har 0,18 kvadratkilometer vattenytor vilket ger det en sjöprocent på 10,2 procent.